# Chính sách Cái gậy lớn

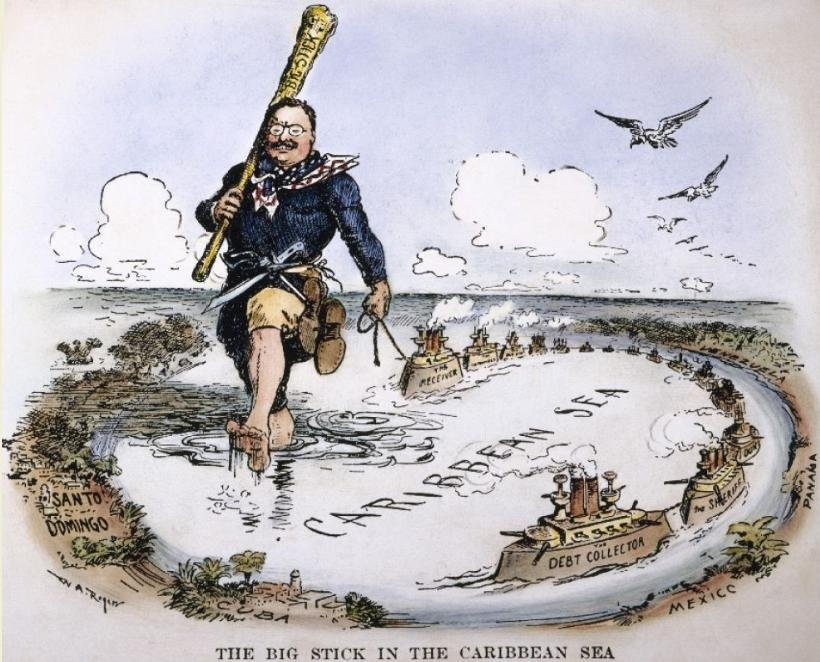
Biếm họa năm 1904 của William Allen Rogers, tái hiện một cảnh trong Gulliver du ký

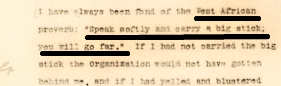
Lá thư mà Tổng thống Hoa Kỳ Theodore Roosevelt lần đầu sử dụng cách ngôn này

Chính sách "Cái gậy lớn" là một cách ngôn thường được phát biểu bởi tổng thống thứ 26 của Hoa Kỳ, Theodore Roosevelt; "nói năng nhỏ nhẹ và cầm một cái gậy lớn; anh sẽ tiến xa đấy". Bắt nguồn từ đó nên báo chí Mỹ lúc bấy giờ, cùng một số sử gia thời hiện đại, sử dụng cụm từ "cái gậy lớn" để chỉ lập trường đối ngoại của Hoa Kỳ dưới thời Roosevelt cầm quyền.